# Нгади-Чули
Нгади-Чули (Дунапурна, Пик 29, Дакура, Дакум) (7871 м) — вершина в хребте Мансири-Гимал (Манаслу-Химал), также известный, как массив Гуркха в Непале. 20-я по высоте вершина мира. Расположена между Манаслу и Гималчули.
Возможное первовосхождение состоялось в 1970 году. Хироси Ватанабэ и шерп Лхакса Церинг — участники японской экспедиции, поднялись по восточному ребру и стене. Они покинули лагерь V на высоте 7500 м и пошли на штурм. Недалеко от вершины они исчезли из вида на два часа. Увидели их уже падающими по ледовой стене. Более поздняя японская экспедиция разыскала их тела, плёнка оказалась засвеченной, и неопровержимых доказательств покорения найдено не было. Затем японцы предприняли ещё несколько неудачных попыток.
Первое подтверждённое восхождение было совершено в 1979 году с западной стороны горы поляками Ричардом Гаевски и Мацеем Павликовски.

## История восхождений

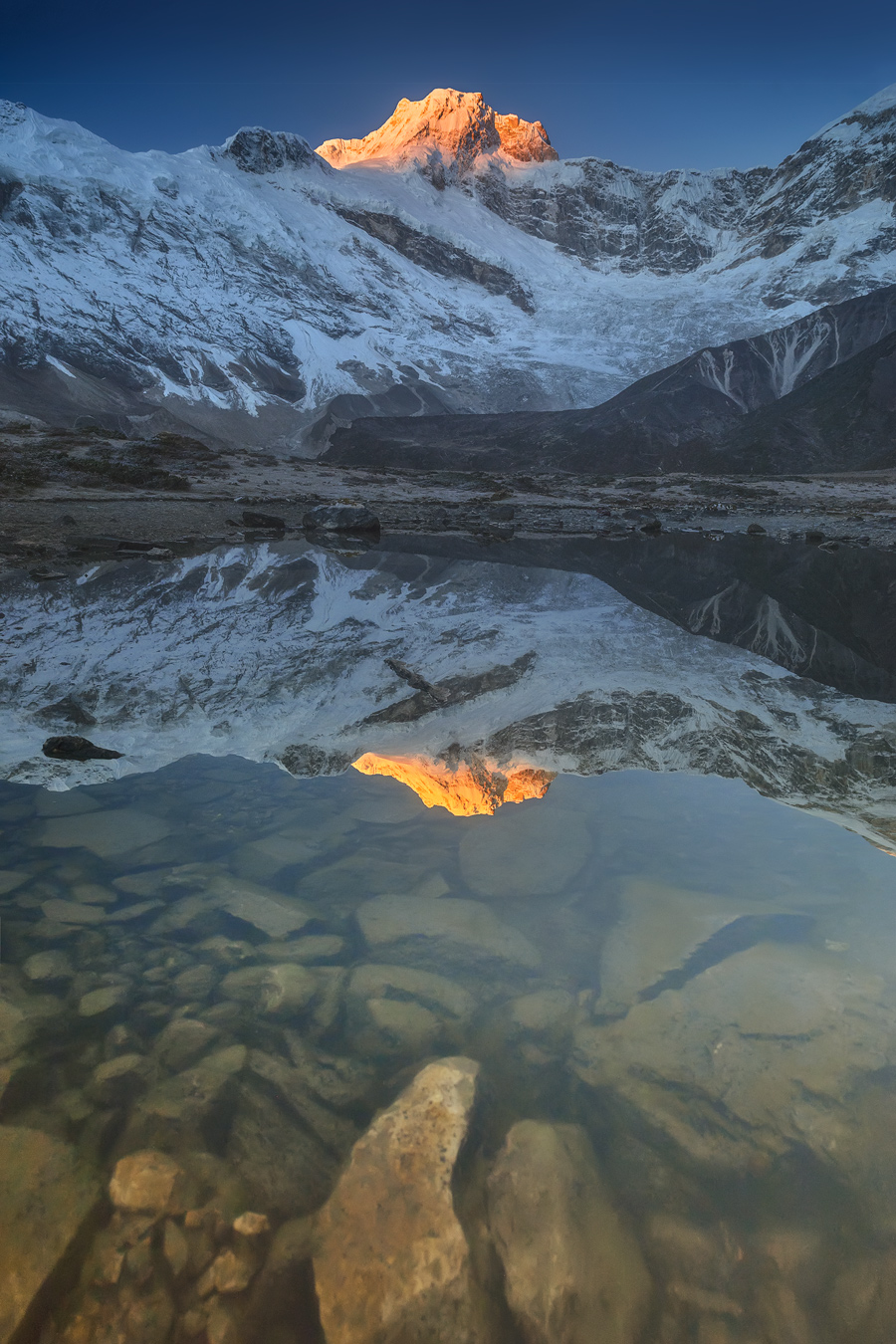
Нгади-Чули (7871 м) в первых лучах рассвета. Вид с долины Пунг Гьен (4040 м).

- 1961 Первая разведка вершины японцами.
- 1969 Во время третьей попытки японцами достигнута высота 7350 м.
- 1970 Неподтверждённое первовосхождение с востока.
- 1978 Три альпиниста погибли во время седьмой японской попытки.
- 1979 Первое подтверждённое восхождение польской экспедицией.